# خوش‌قدم (فیلم)
خوش قدم (به انگلیسی: Happy Feet) یک انیمیشن استرالیایی-آمریکایی است که در سال ۲۰۰۶ برندهٔ جایزهٔ اسکار بهترین انیمیشن سال شد.

## داستان
داستان این انیمیشن دربارهٔ پنگوئن‌های امپراتور است. در یک روز سرد زمستانی در قطب جنوب، تخم از زیر پای پدر مامبل (شخصیت اصلی) جدا می‌شود و چند متر قل می‌خورد. پدر مامبل این قضیه را از همه پنهان می‌کند تا این که مامبل به دنیا می‌آید. او از همان بدو تولد صدای بسیار بدی بر خلاف پنگوئن‌ها داشت و مدام با کوبیدن پای خود بر زمین می‌رقصید. او یک روز از خانه بیرون می‌رود و پرنده‌ای قصد شکار او را دارد. مامبل از پرنده می‌پرسد که آن چیست که به پایش بسته‌اند و پرنده می‌گوید که بیگانه‌ها او را دزدیده‌اند و این را به پایش بستند. مامبل بزرگ می‌شود و رنگ بدن و حرکاتش با تمام پنگوئن‌های امپراتور فرق دارد و پنگوئن‌ها می‌گویند که باعث کمبود مواد غذایی و قحطی شده‌است. پدر مامبل آنجا می‌گوید که تخم از زیر پایش رها شده‌است. سرانجام مامبل را از قبیله بیرون می‌کنند و او با چند دوست آشنا می‌شود. او به دنبال بیگانگان از اقیانوس‌ها می‌گذرد تا این که انسان‌ها او را گرفتار می‌کنند و در فضایی واقعی قطب جنوب اما یک آکواریوم او را اسیر می‌کنند. مامبل با حرکت پاهایش توجه انسان‌ها را جلب می‌کند و آن‌ها را به قطب جنوب می‌کشاند. هیچ‌کسی ابتدا قبول نمی‌کرد که بیگانگان وجود دارند اما با آمدن آن‌ها همهٔ بیگانه‌ها (انسان‌ها) را دیدند. با حرکات رقص مامبل، دیگر پنگوئن‌ها نیز این کار را کردند. حیرت انسان‌ها برانگیخته شد و آن‌ها متوجه کمبود غذایی پنگوئن‌ها شدند و صید ماهی از پیرامون قطب جنوب را کاهش دادند. در این انیمیشن، گلوریا نقش بهترین دوست یا عشق مامبل را بازی می‌کرد که از بچگی با هم بزرگ شدند و پدرانشان با هم دوست بودند.

## بازیگران
- الایجا وود: مامبل
- الیزابت دیلی: کودک مامبل
- رابین ویلیامز: رامون، کلتوس،لوولاس و راوی
- بریتنی مورفی: گلوریا
- الیسا شافر: کودک گلوریا
- هیو جکمن: ممفیس
- نیکول کیدمن: نورما ژان
- هوگو بافندگی: نوح بزرگ